# Nachtragsanklage
Die Nachtragsanklage ist ein Instrument des deutschen Strafprozessrechts. Gesetzlich geregelt ist sie in § 266 StPO.
Durch die Erhebung der Nachtragsanklage wird das Verfahren auf weitere Straftaten des Angeklagten erstreckt. Weitere Straftaten sind dabei solche Lebenssachverhalte, die nicht im Eröffnungsbeschluss enthalten sind. Kein Fall der Nachtragsanklage ist es dagegen, wenn derselbe Sachverhalt aus einer anderen rechtlichen oder tatsächlichen Überlegung abgeurteilt werden soll; hierzu bedarf es lediglich eines vorhergehenden Hinweises auf die Änderung des rechtlichen Gesichtspunkts, § 265 StPO.
Die Nachtragsanklage wird durch die Staatsanwaltschaft erhoben. Damit sie Gegenstand des Verfahrens wird, muss das Gericht sie jedoch ausdrücklich durch Beschluss in das Verfahren einbeziehen. Außerdem muss der Angeklagte zustimmen. Sodann hat der Angeklagte das Recht, eine Unterbrechung des Verfahrens zu beantragen, worauf er durch das Gericht hinzuweisen ist. Dieses Recht findet jedoch seine Grenze bei einer mutwilligen Antragstellung oder wenn das alleinige Ziel des Antrags die Verzögerung des Verfahrens ist.
Im österreichischen Recht gibt es eine ähnliche Regelung, die in § 263 StPO festgehalten ist. Der Antrag auf Anklageausdehnung kann von der Staatsanwaltschaft oder dem Privatankläger, im Falle eines Offizialdelikts auch vom Opfer, gestellt werden. Die Zustimmung des Angeklagten ist erforderlich, wenn das Delikt strengere Strafbestimmungen als das bereits verhandelte aufweist. Wird die Anklageausweitung abgelehnt, so kann der Ankläger die Tat separat weiterverfolgen. Eine Anklageausdehnung vor der Hauptverhandlung ist hingegen nicht in diesem Sinn möglich – stattdessen muss laut § 227 Abs 2 StPO die ursprüngliche Anklage zurückgezogen und eine neue eingebracht werden.